# Myslovice

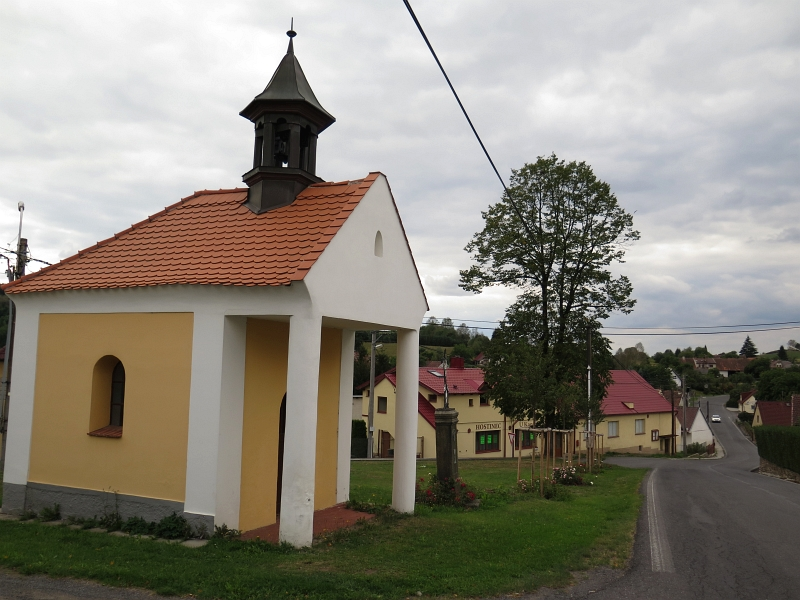
Myslovice (2015)

Myslovice (deutsch Mißlowitz, früher Mislowitz) ist eine Gemeinde in Tschechien. Sie liegt acht Kilometer östlich von Klatovy und gehört zum Okres Klatovy.

## Geographie
Myslovice befindet sich am Rande des zum Schwihauer Bergland (Švihovská vrchovina) gehörigen Bolešinská kotlina (Boleschiner Kessel) am Bach Myslovický potok. Nördlich erhebt sich der Choboty (459 m), im Osten der Vrchy (624 m) und der Na Rejdích (620 m), südöstlich der Kostřáb (690 m), im Süden der Karkule (678 m) und der Barák (706 m) sowie nordwestlich der Na Vrších (496 m). Durch Myslovice führt die Straße II/186 zwischen Klatovy und Plánice. Gegen Osten und Südosten erstreckt sich der Naturpark Plánický hřeben.
Nachbarorte sind Domažličky, Měcholupy und Petrovičky im Norden, Třebíšov, Pečetín und Zbyslav im Nordosten, Kroměždice und Vítkovice im Osten, Plánice, Vracov, Kvaslice und Habartice im Südosten, Zdebořice, Chuchle, Bystré und Kocourov im Süden, Obytce, Cihelna, Činovec und Čínov im Südwesten, Slavošovice und Bolešiny im Westen sowie Ostřetice und Pod Horou im Nordwesten.

## Geschichte
Erstmals schriftlich erwähnt wurde Myslovice im Jahre 1379 als Besitz der Edelknechte von Kydliny. Nachfolgend wechselten die Besitzer des Dorfes oftmals, zu ihnen gehörten Václav Vyduna von Obytec und zum Ende des 16. Jahrhunderts Ladislaus von Sternberg auf Grünberg und Planitz. Zu Beginn des 17. Jahrhunderts erwarb Přibík Kotz von Dobrz auf Obitz das Dorf. Später gehörte Myslovice zu den Besitzungen von Jan Adam Čejka von Olbramovice auf Němčice, der wegen der körperlichen Züchtigung seiner Untertanen berüchtigt war. Ab 1789 gehörte das Gut den Grafen von Thun und Hohenstein und ab 1827 dem Malteserorden. Bis zur Mitte des 19. Jahrhunderts blieb Mislowitz der Herrschaft Wobitz untertänig.
Nach der Aufhebung der Patrimonialherrschaften bildete Myslovice / Mislowitz ab 1850 einen Ortsteil der Gemeinde Obytce im Klattauer Kreis und Gerichtsbezirk Klattau. Ab 1868 gehörte das Dorf zum Bezirk Klattau. Ab 1890 bildete Myslovice eine eigene Gemeinde.
Im Jahre 1961 wurden Domažličky, Kroměždice, Pečetín und Újezdec eingemeindet. Zum 1. Jänner 1976 erfolgte die Eingemeindung nach Bolešiny. Am 24. November 1990 löste sich Myslovice wieder los und bildete eine eigene Gemeinde.

## Gemeindegliederung
Für die Gemeinde Myslovice sind keine Ortsteile ausgewiesen.

## Sehenswürdigkeiten
- Kapelle am Dorfplatz, sie wurde 2011 instand gesetzt